# Krueng No
Krueng No is een bestuurslaag in het regentschap Aceh Jaya van de provincie Atjeh, Indonesië. Krueng No telt 384 inwoners (volkstelling 2010).